# César Ruminski
Jean César Ruminski (ur. 13 czerwca 1924 w Lisieux, zm. 14 maja 2009 w Douai) – francuski piłkarz polskiego pochodzenia reprezentant Francji. Podczas kariery piłkarskiej występował na pozycji bramkarza.

## Kariera klubowa
Zadebiutował w 1942 roku w zespole Stade de Reims. Występował w nim do 1946 roku. W 1946 roku przeszedł do zespołu SC Douai. Gdzie występował przez 1 sezon. W 1947 został zawodnikiem Le Havre AC. W klubie tym grał do 1952 roku. Ostatnim jego klubem był Lille OSC, gdzie grał w latach 1952–1954. Z Lille zdobył mistrzostwo Francji w 1954.

## Kariera reprezentacyjna
W 1952 roku zadebiutował w reprezentacji Francji. W kadrze rozegrał 7 spotkań. Był członkiem kadry na mistrzostwa świata w piłce nożnej jednak na skutek kontuzji musiał zrezygnować z występów w kadrze i zakończyć sportową karierę.